# Coleophora telonica
Coleophora telonica é uma espécie de mariposa do gênero Coleophora pertencente à família Coleophoridae.